# Amber Airways
Amber Airways (im Außenauftritt Amberair) war eine kurzlebige britische Charterfluggesellschaft mit Sitz in Cardiff.

## Geschichte
Amber Airways wurde im Frühjahr 1988 gegründet, um die Flugdienste der kurz zuvor liquidierten Airways International Cymru zu übernehmen. Ab Mai 1988 setzte die Gesellschaft zwei geleaste Boeing 737-200 vom Flughafen Cardiff und vom Flughafen Manchester auf Charterflügen innerhalb Europas ein. Überwiegend flog Amber Airways touristische Zielorte in Spanien an, insbesondere den Flughafen Palma de Mallorca. 
Ende November 1988 wurde Amber Airways von der britischen Fluggesellschaft Paramount Airways übernommen und die beiden Boeing 737 an den Leasinggeber zurückgegeben.

## Flotte
- Boeing 737-200 (G-BKMS, G-BOSA)